# Oliver Bozanic
Oliver John Bozanic (ur. 8 stycznia 1989 w Sydney) – australijski piłkarz występujący na pozycji pomocnika w szkockim klubie Heart of Midlothian oraz w reprezentacji Australii. Znalazł się w kadrze na Mistrzostwa Świata 2014.